# Yūji Kunimoto

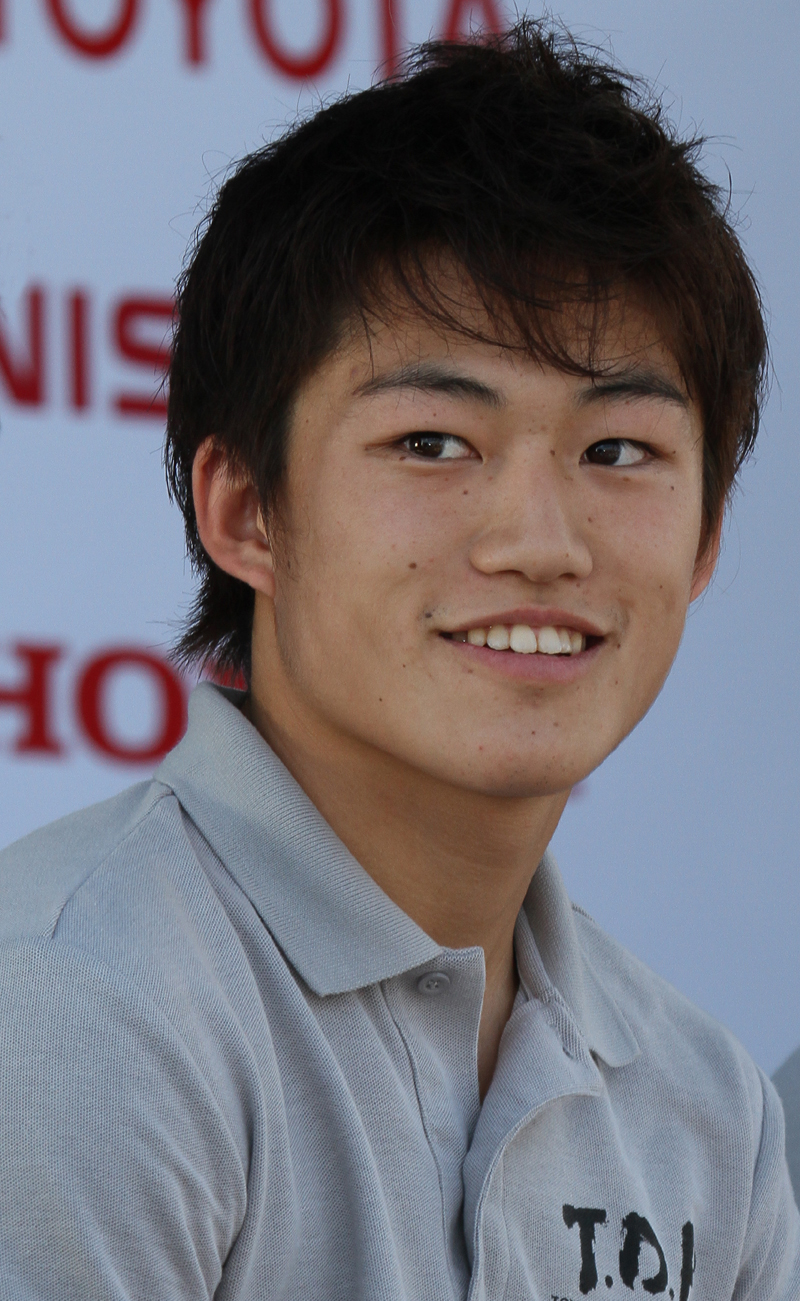
Yūji Kunimoto 2010

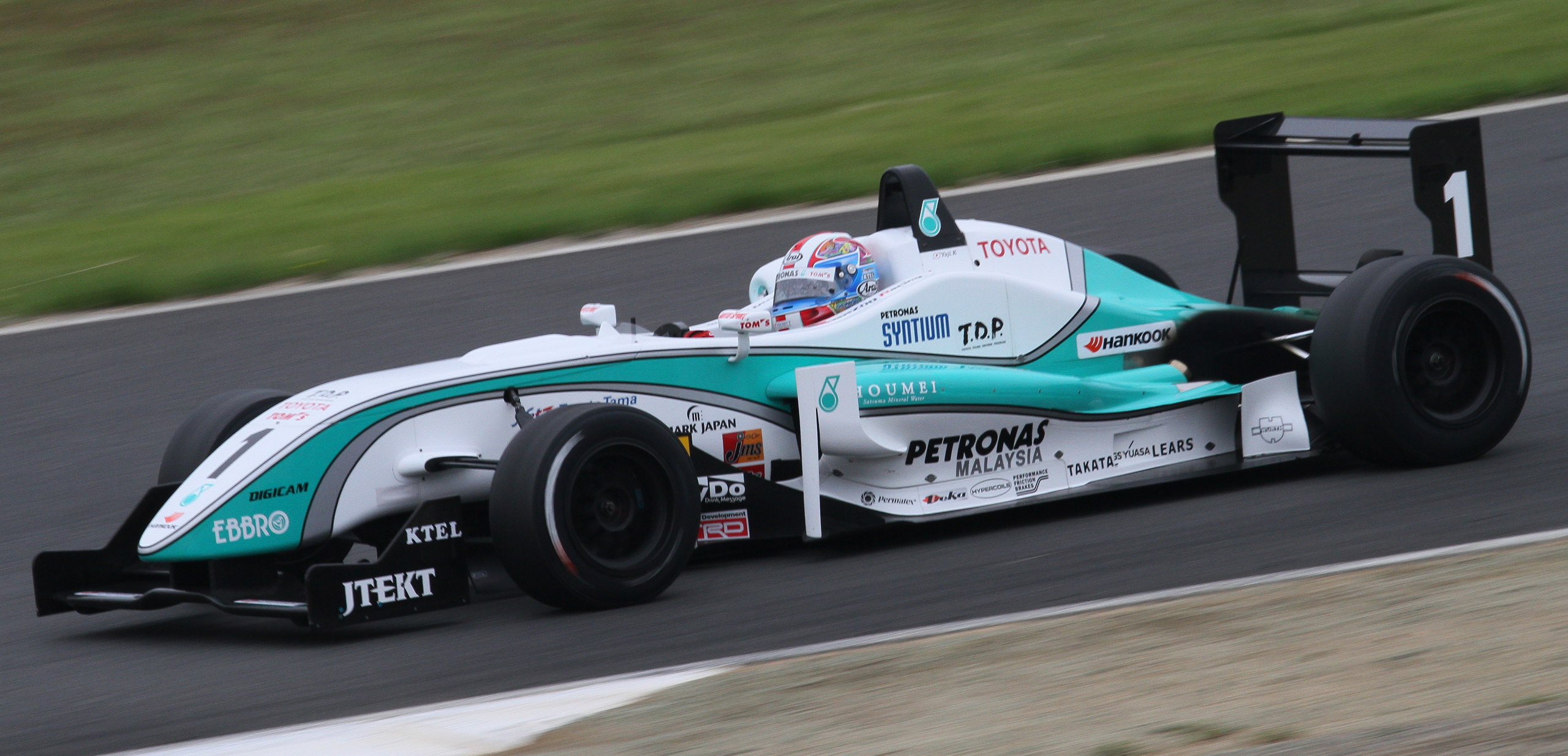
Yuji Kunimoto auf dem Weg zu seinem vierten Sieg in der japanischen Formel-3-Meisterschaft 2010

Yūji Kunimoto (jap. 国本 雄資, Kunimoto Yūji; * 12. September 1990 in Yokohama) ist ein japanischer (Zainichi in 3. Generation) Automobilrennfahrer. 2010 gewann er die japanische Formel-3-Meisterschaft. Von 2011 bis 2016 startete er in der Super Formula (ehemals Formel Nippon). Dort entschied er 2016 die Meisterschaft für sich.
Er ist der jüngere Bruder des Automobilrennfahrers Keisuke Kunimoto.

## Karriere
Kunimoto begann seine Motorsportkarriere 2000 im Kartsport, in dem er bis 2006 aktiv war. 2007 wechselte er in die japanische Formel Challenge und wurde mit drei Siegen Vierter in der Gesamtwertung. Ein Jahr später entschied er die Hälfte der Rennen in der japanischen Formel Challenge für sich und gewann den Meistertitel. Außerdem nahm er als Gaststarter an einem Rennen der pazifischen Formel BMW teil.
2009 wechselte Kunimoto in die japanische Formel-3-Meisterschaft und trat für das Petronas Team TOM’S an. Mit vier Siegen wurde er hinter seinen Teamkollegen Marcus Ericsson und Takuto Iguchi Dritter in der Fahrerwertung. Außerdem nahm er für apr an der Super GT teil und wurde mit Iguchi Zehnter in der GT300-Wertung. 2010 blieb Kunimoto bei TOM’S und gewann die ersten zehn Rennen in Folge. Zwei Rennwochenenden vor Schluss sicherte sich Kunimoto vorzeitig den Meistertitel der japanischen Formel 3. Außerdem nahm er für apr an der Super GT teil. Zusammen mit Iguchi gewann er einmal die GT300-Wertung und beendete die Saison gemeinsam mit Iguchi auf dem fünften Platz der GT300-Wertung.
2011 wechselte Kunimoto zu P.μ/cerumo・INGING in die Formel Nippon. Mit einem vierten Platz als beste Platzierung beendete er seine erste Saison auf dem zehnten Platz der Fahrerwertung. Darüber hinaus nahm er für apr zusammen mit Morio Nitta an der GT300-Klasse der Super GT teil. Die beiden wurden Siebte. 2012 blieb Kunimoto beim Project μ/cerumo・INGING und erreichte den 13. Gesamtrang. Intern unterlag er Kōhei Hirate mit zwei zu acht Punkten. In der Super GT wechselte Kunimoto 2012 zum Lexus Team KeePer Kraft in die GT500-Klasse. Er bildete ein Fahrerduo mit Andrea Caldarelli. Die beiden wurden mit einem zweiten Platz als bestem Ergebnis 13. in der Fahrerwertung.
2013 fuhr Kunimoto für das Project μ/cerumo・INGING in der in Super Formula umbenannten ehemaligen Formel Nippon. Er wurde Zehnter in der Fahrerwertung und unterlag Hirate intern mit 10 zu 11. Das nicht zur Meisterschaft gehörende Rennen in Fuji gewann er. In der Super GT ging er zusammen mit Kazuya Ōshima für das Lexus Team LeMans ENEOS an den Start. Mit einem Sieg wurden die beiden Fünfte der Fahrerwertung. 2014 erhielt Kunimoto bei P.μ/cerumo・INGING mit Hiroaki Ishiura einen neuen Teamkollegen. Kunimoto erzielte mit einem zweiten und einem dritten Platz zwei Podest-Platzierungen und wurde Meisterschaftssiebter. Mit 19,5 zu 26 Punkten unterlag er intern Ishiura. In der Super GT wurde Kunimoto zusammen mit Ōshima für das Lexus Team LeMans ENEOS Gesamtsiebter.
2015 absolvierte Kunimoto für P.μ/cerumo・INGING seine fünfte Super-Formula-Saison und erreichte den neunten Gesamtrang. In der Super GT blieben Kunimoto und Ōshima beim Lexus Team LeMans ENEOS. Mit einem zweiten Platz als bestem Ergebnis wurden sie Neunte. In der Super-Formula-Saison 2016 blieb Kunimoto bei P.μ/cerumo・INGING. In Mimasaka gewann er sein erstes Rennen und in Suzuka folgte ein weiterer Sieg. Mit 33 zu 30 Punkten entschied er die Meisterschaft vor André Lotterer für sich. In der Super GT wechselte Kunimoto zum Lexus Team WedsSport Bandoh. Zusammen mit Yūhi Sekiguchi gewann er ein Rennen und erreichte den vierten Platz in der Fahrerwertung.

## Statistik

### Karrierestationen
| - 2000–2006: Kartsport - 2007: Japanische Formel Challenge (Platz 4) - 2008: Japanische Formel Challenge (Meister) - 2009: Japanische Formel 3 (Platz 3) - 2009: Super GT, GT300 (Platz 10) - 2010: Japanische Formel 3 (Meister) - 2010: Super GT, GT300 (Platz 5) | - 2011: Formel Nippon (Platz 10) - 2011: Super GT, GT300 (Platz 7) - 2012: Formel Nippon (Platz 13) - 2012: Super GT (Platz 13) - 2013: Super Formula (Platz 10) - 2013: Super GT (Platz 5) - 2014: Super Formula (Platz 7) | - 2014: Super GT (Platz 7) - 2015: Super Formula (Platz 9) - 2015: Super GT (Platz 9) - 2016: Super Formula (Meister) - 2016: Super GT (Platz 4) |

### Einzelergebnisse in der Formel Nippon/Super Formula
| Jahr | Team                     | Motor  | 1   | 2   | 3   | 4   | 5   | 6   | 7   | 8   | 9   | 10 | 11 | Punkte | Rang |
| ---- | ------------------------ | ------ | --- | --- | --- | --- | --- | --- | --- | --- | --- | -- | -- | ------ | ---- |
| 2011 | Project μ/cerumo・INGING | Toyota | SU1 | AUT | FU1 | MO1 | SU2 | SUG | MO2 | MO2 | FU2 |    |    | 6,5    | 10.  |
| 2011 | Project μ/cerumo・INGING | Toyota | 13  | 11  | 15  | 12  | C   | 5   | 4   | DNF | DNF |    |    | 6,5    | 10.  |
| 2012 | Project μ/cerumo・INGING | Toyota | SU1 | MO1 | AUT | FU1 | MO2 | SUG | SU2 | SU2 | FU2 |    |    | 2      | 13.  |
| 2012 | Project μ/cerumo・INGING | Toyota | 14  | 9   | 8   | 8   | 10  | 13  | 11  | 12  | 4   |    |    | 2      | 13.  |
| 2013 | Project μ/cerumo・INGING | Toyota | SU1 | AUT | FU1 | MOT | INJ | SUG | SU2 | SU2 | FU2 |    |    | 10     | 10.  |
| 2013 | Project μ/cerumo・INGING | Toyota | 10  | 10  | 7   | 6   | C   | 4   | DNF | 15  | 1   |    |    | 10     | 10.  |
| 2014 | P.μ/cerumo・INGING       | Toyota | SU1 | FUJ | FUJ | FUJ | MOT | AUT | SUG | SU2 | SU2 |    |    | 19,5   | 7.   |
| 2014 | P.μ/cerumo・INGING       | Toyota | 13  | 5   | 7   | 3   | 13  | 2   | 9   | 4   | DNF |    |    | 19,5   | 7.   |
| 2015 | P.μ/cerumo・INGING       | Toyota | SU1 | OKA | FUJ | MOT | AUT | SUG | SU2 | SU2 |     |    |    | 7,5    | 9.   |
| 2015 | P.μ/cerumo・INGING       | Toyota | 17  | DNF | 4   | 18  | 8   | 17  | 7   | 8   |     |    |    | 7,5    | 9.   |
| 2016 | P.μ/cerumo・INGING       | Toyota | SU1 | OK1 | FUJ | MOT | OK2 | OK2 | SUG | SU2 | SU2 |    |    | 33     | 1.   |
| 2016 | P.μ/cerumo・INGING       | Toyota | 2   | 6   | DNF | 4   | 2   | 1   | 15  | 1   | 6   |    |    | 33     | 1.   |

Anmerkungen
1. 1 2 3  Für den Fuji Sprint Cup wurden keine Punkte vergeben.

### Le-Mans-Ergebnisse
| Jahr | Team                | Fahrzeug            | Teamkollege      | Teamkollege      | Platzierung | Ausfallgrund |
| ---- | ------------------- | ------------------- | ---------------- | ---------------- | ----------- | ------------ |
| 2017 | Toyota Gazoo Racing | Toyota TS050 Hybrid | José María López | Nicolas Lapierre | Ausfall     | Unfall       |